# اندریاس طرازی
اندریاس بن یوسف طرازی (به عربی: أندراوس طرازي) (۲۶ اکتبر ۱۸۲۶ – ۱۸۵۹) نایب پاتریارک مصر سوری‌تبار بود. السلسلة الأبریزیة فی تاریخ السلالة الطرازیة اثر برجستهٔ اوست.